# Braväcovo
Braväcovo (in tedesco Schweinsgrund; in ungherese Baratca) è un comune della Slovacchia facente parte del distretto di Brezno, nella regione di Banská Bystrica.

## Storia
Sorto nel XVI secolo ad opera di minatori germanici e polacchi, nel 1808 è citato come villaggio di pastori.